# Dolophron nemorati
Dolophron nemorati là một loài tò vò trong họ Ichneumonidae.